# Tour de Flandes 1937
El Tour de Flandes 1937 és la 21a edició del Tour de Flandes. La cursa es disputà el 21 de març de 1937, amb inici a Gant i final a Wetteren després d'un recorregut de 267 quilòmetres.
El vencedor final fou el belga Michel d'Hooghe, que s'imposà a l'esprint a un nombrós grup de corredors a Wetteren. Els també belgues Hubert Deltour i Louis Hardiquest arribaren segon i tercer respectivament.

## Classificació final
|    | Ciclista                   | Equip              | Temps      |
| -- | -------------------------- | ------------------ | ---------- |
| 1  | Michel d'Hooghe (BEL)      | Van Hauwaert       | 7h 29' 00" |
| 2  | Hubert Deltour (BEL)       | Alcyon-Dunlop      | m. t.      |
| 3  | Louis Hardiquest (BEL)     | Dilecta-Wolber     | m. t.      |
| 4  | Adolphe Braeckeveldt (BEL) | Helyett-Splendor   | m. t.      |
| 5  | Alfons Schepers (BEL)      | Colin - Wolber     | m. t.      |
| 6  | Albert Hendrickx (BEL)     | Labor-Dunlop       | m. t.      |
| 7  | René Walschot (BEL)        | J.B. Louvet-Wolber | m. t.      |
| 8  | Jean Wauters (BEL)         | Helyett-Splendor   | m. t.      |
| 9  | Sylvère Maes (BEL)         | Alcyon-Dunlop      | m. t.      |
| 10 | Albertin Disseaux (BEL)    | Helyett-Splendor   | m. t.      |